# Лантерна (научна конференција)
Лантерна је први национални научни скуп-нуклеарне и друге аналитичке технике у изучавању културног наслеђа – заштита баштине између природних и друштвених научних области је организована 2014. године уз подршку Агенције за заштиту од јонизујућих зрачења и нуклеарну сигурност Србије. Министарство просвете, науке и технолошког развоја Републике Србије и Министарсто иностраних послова и међународне сарадње Републике Италије, Матица Српска, Народни музеј у Београду, Институт за нуклеарне науке Винча окупљају релевантне актере мултидисциплинарног научног приступа у област изучавања и заштите културног наслеђа и представљају иноватине приступе значајне сарадње истраживача из области природних и техничко-технолошких наука и стручњака из области друштвено-хуманистичких наука и уметности за очување културне баштине.

## Уводна реч
Већ дужи низ година се у Србији развија пракса изучавања предмета културног наслеђа која излази изван традиционалних оквира друштвено-хуманистичких научних дисциплина. У границама постојећих техничких могућности, праећи при томе најсавременије светке трендове, изучавање култруне баштине постало је саставни део бројих аналитичких лабораторија широм земље, уз свест да је мултидисциплинарни приступ неопходан како би се са успехом решавали проблеми у истраживану и заштити културног наслеђа као ресурса од изузетног значаја.
Намера организатора је да се кроз три тематизоване сесије и дискусијом на округлом столу понуди преглед националних научих и истраживачких капацитта у области природних наука и технологије погодних за изучавања културног наслеђа, прикажу домети досадашњих мултидисциплинарних истраживања и праксе заштите баштине и подстакне шира институционална подршка сличним пројектима.

## Организатори
Ридолфи Стефано, Попадић Милан, Филозофски факултет Србија; Ђукановић Дубравка Институт за архитектуру и урбанизам Србије, Дамјановић Љиљана Факултет за физичку хемију, Београд; Јанчић Хајнеман Радмила, Технолошко-металуршки факултет, Београд; Раногајец Јоњауа, [Технолошки факултет, Нови Сад]; Грујић-Бојчин Мирјана, Шћепановић Маја, Центар за физику чврстог стања и нове материјале, Институт за физику, Београд; Вранић Иван, Рогић Драгана, Археолошки институт Београд; Гајић-Квашчев Маја, Андрић Велибор, Институт за нуклеарне науке Винча; Марић-Стојановић Милица, Народни музеј, Београд; Шмит Жига, Факултет за математику и физику, Универзитет Љубљана, Словенија; Глумац Мирјана, Јожеф Стефан Институт, Љубљана; Мутић Јелена, Хемијски факултет, Београд; Стрибер Јоаким, Централни институт за конзервацију. Велибор Андрић (Институт за нуклеарне науке Винча), Центар за перманентно образовање, Данијела Королија-Црквењаков, галерија Матица Српска

## Лантерна2017–2018
У зборнику радова су сакупљени рецензирани научни радови презентовани на првом националном научном скупу Лантерна (Нуклеарне и друге аналитичке технике у изучавању и заштити културног наслеђа – заштита баштине између природних и друштвених научних области), одржаном у Галерији Матице српске у Новом Саду, 3. новембра 2014. године, под покровитељством Министарства просвете, науке и технолошког развоја и Министарства културе и информисања Републике Србије и уз подршку Агенције за заштиту од јонизујућег зрачења и нуклеарну сигурност Србије.
 и Матица Српска 2018. обележавају 70 година постојања Института

1. ↑  Институт за нуклеарне науке Винча